# Lennart Gram
Karl Gustaf Lennart Gram, född 31 augusti 1910 i Degerfors församling i Västerbottens län, död 5 januari 1996 i Nacka församling, var en svensk målare och grafiker.

## Biografi
Lennart Gram fick sin utbildning genom studier för David Ljungdahl på Tekniska skolan i Stockholm och senare på Otte Skölds målarskola 1929–1930. Därefter flyttade han till Paris och studerade vid Académie de la Grande Chaumière. Under sin tid i Paris fick han också kännedom om Piero della Francesca. Under 1930-talet arbetade han som tidningstecknare i bland annat Stockholms-Tidningen, Söndagsnisse-Strix, Social-Demokraten och Dagens Nyheter. Från slutet av 1940-talet arbetade han även med färglitografier i samarbete med Konstfrämjandet.
Som målare har han i en stram och enkel form skildrat stillsamma heminteriörer med den unga kvinnan i centrum. Hans stil utmärktes av figurativ, formförenkad och koloristisk avvägning. Senare blev landskap och stilleben hans dominerande motiv.

## Representation

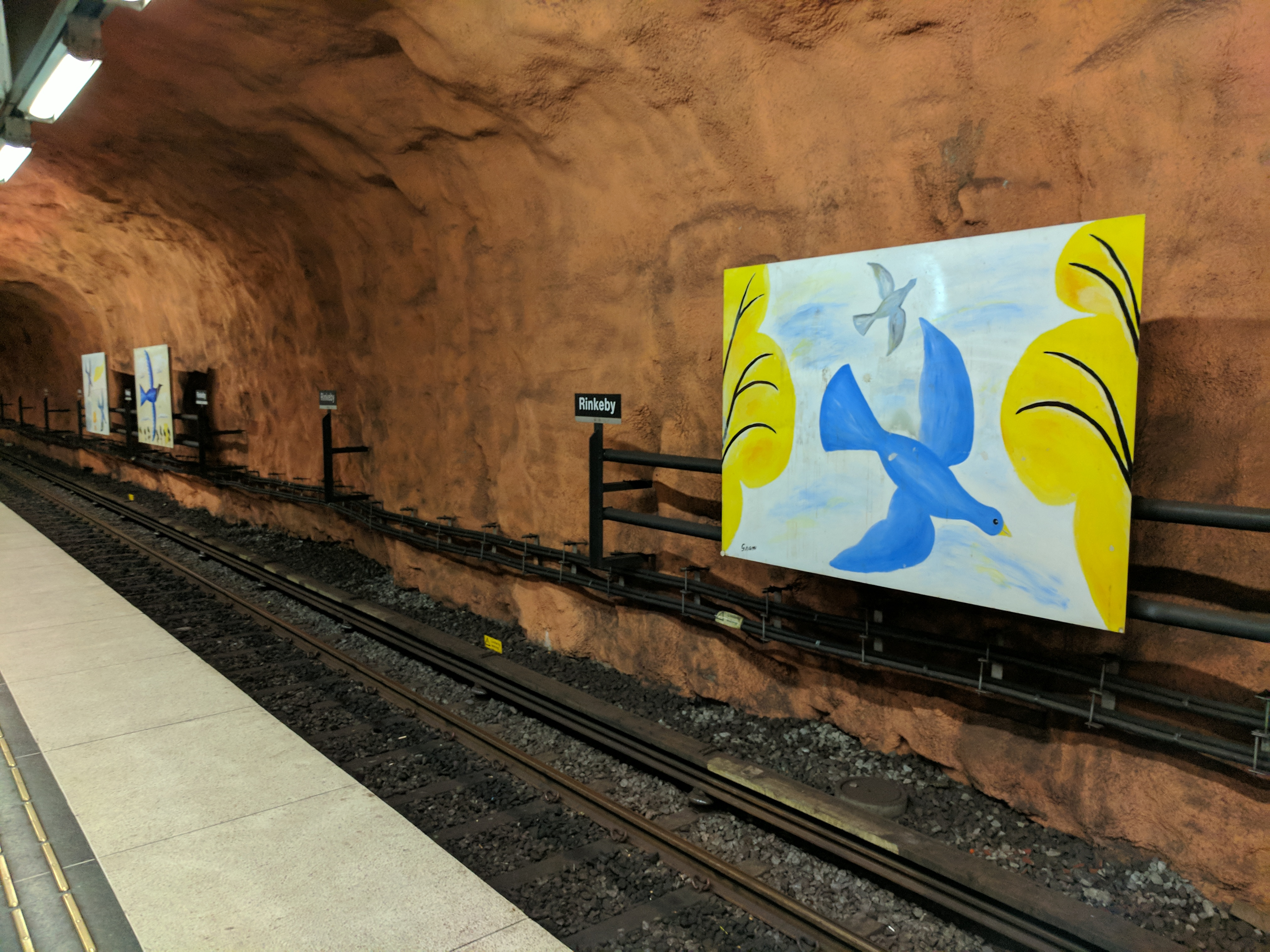
På spårväggen vid Rinkeby (tunnelbanestation) finns Lennart Grams bilder med "fåglar flygande i tågets riktning".

Den konstnärliga utsmyckningen vid Rinkeby tunnelbanestation har utförts av de tre konstnärerna Nisse Zetterberg, Sven Sahlberg och Lennart Gram. 
Lennart Grams verk finns på Nationalmuseum och Moderna museet i Stockholm, Kalmar konstmuseum, Malmö museum, Postmuseum, Länsmuseet Gävleborg, Sörmlands museum och Norrköpings konstmuseum, Örebro läns landsting, Statens Museum for Kunst i Köpenhamn, Bibliotheque Nationale i Paris, Staatliche Museen zu Berlin, Ateneum i Helsingfors, Listasafn Islands Reykjavik, Svenska Statens porträttsamling på Gripsholms slott, samt ett antal lokala museer i Sverige.
År 1977 tilldelades Lennart Gram Prins Eugen-medaljen.